# NGC 5722
NGC 5722 (również PGC 52355) – galaktyka eliptyczna (E-S0), znajdująca się w gwiazdozbiorze Wolarza. Odkrył ją John Herschel 26 kwietnia 1830 roku. Jest zaliczana do galaktyk Seyferta typu 2.